# Desiree's Baby
Desiree's Baby est une nouvelle écrite et publiée en 1893 par l’auteure américaine Kate Chopin. Le thème de cette œuvre est la mixité ethnique dans la Louisiane créole d’avant la Guerre de Sécession.

## Résumé
Désirée est la fille adoptive de Monsieur et Madame Valmondé, qui sont de riches créoles de Louisiane. Encore bébé, elle fut découverte par Monsieur Valmondé, à l’ombre d’une colonne de pierre près du portail de leur résidence. Adulte, elle est courtisée par un riche notable de famille créole nommé Armand. Ils sont plein d’affection l’un pour l’autre et ont finalement un enfant. Voyant le bébé, les gens s’aperçoivent qu’il y a chez lui quelque chose d’inhabituel. Ils finissent par réaliser que la peau du bébé est de la même couleur que celle de la nourrice dont un des grands-parents est africain : le bébé n’est pas blanc. Pour l’époque, une telle chose a des conséquences graves. 
Du fait des origines inconnues de Désirée, Armand comprend immédiatement qu’elle a des origines afro-américaines, et, après que Madame Valmondé eut suggéré que Désirée et son bébé reviennent au domaine des Valmondé, Armand lui demande de partir. Désirée prend alors le bébé avec elle et disparait dans le bayou, sans qu’on puisse jamais la retrouver. De son côté, Armand brûle tous les effets de Désirée et le berceau de leur bébé, de même que les lettres qu’elle lui avait envoyées. C’est dans ce lot de lettres qu’Armand trouve une lettre écrite par sa mère et destinée à son père dans laquelle elle révèle qu’Armand a des origines afro-américaines. Néanmoins il ne connaissait pas la vérité lorsqu’il a demandé à Désirée de partir.

## Genre littéraire
Bien que Kate Chopin soit généralement considérée comme une auteur américaine réaliste et naturaliste, cette nouvelle est difficile à classer en partie en raison de sa faible longueur. Le fait que la nouvelle laisse au lecteur le choix du jugement moral à porter devrait suggérer que c’est un écrit naturaliste, mais les éléments inspirés des contes de fées de l’histoire d’amour entre Armand et Désirée ne conviennent ni au naturalisme, ni au réalisme. Par ailleurs, l’atmosphère et le personnage d’Armand donnent une touche gothique à la nouvelle.

## Thématiques
Les thèmes développés dans Desiree’s Baby incluent l'esclavage des Afro-Américains, la mixité ethnique et l'ambiguïté qui l’entoure. On peut aussi avancer que c’est un écrit précurseur du féminisme.
Enfin, on peut dresser un rapport d'intertextualité entre Desiree’s Baby et Histoire d’une fille de ferme de Maupassant.

## Sources
- Desiree’s Baby sur le site de l’université de Virginie
- Traduction française (languefrancaise.net)